# Mačija

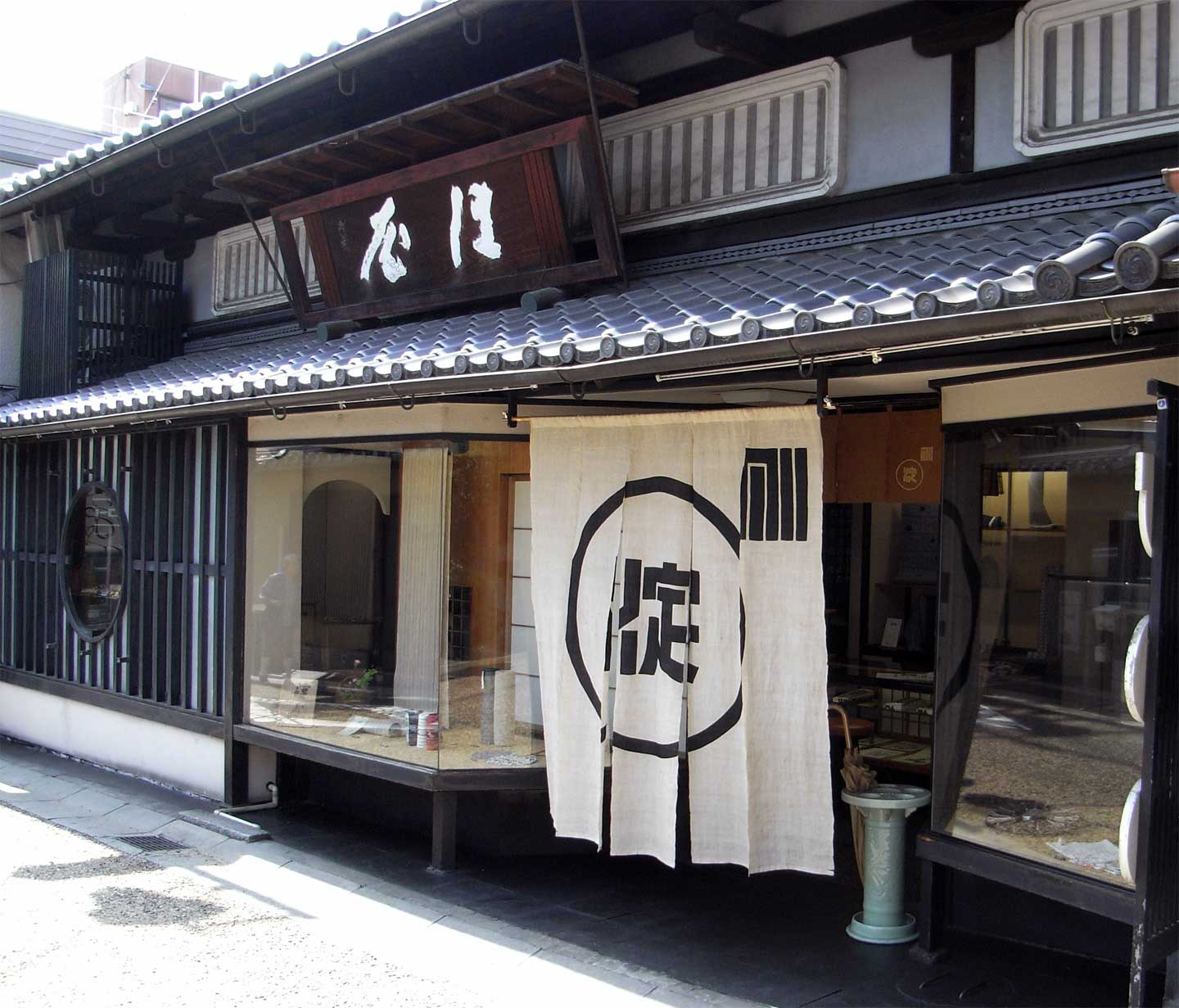
Mačija ve městě Nara

Mačija (japonsky: 町家 nebo 町屋; mačija nebo také čóka) jsou tradiční dřevěné městské domy, které bylo možné najít po celém Japonsku a jejichž typickými představiteli jsou domy ve starých kjótských čtvrtích. Lze je nalézt i jinde, například ve městě Takajama. Mačija (městské domy) a nóka (venkovská stavení) spolu tvoří japonskou lidovou architekturu známou jako minka (lidová stavení). Mačija mají své kořeny už v období Heian, stavěly se až do období Edo a dokonce i v období Meidži. Mačija obývali obchodníci a řemeslníci, tedy vrstva známá jako čónin (町人, měšťané). Slovo mačija se skládá ze dvou částí: mači (町) znamenající „město“ a ja (家 nebo 屋) znamenající „dům“ (家) nebo „obchod“ (屋), což záleží na tom, jaké kandži (znak) se použije - obě možnosti jsou rovnocenné.

## Kjóto mačija
Město Kjóto bylo původně postaveno s pravoúhle se křížícími ulicemi podle vzoru čínského hlavního města té doby Chang-anu. Typická Kjótská mačija byla dlouhý dřevěný dům s úzkým průčelím zasahující hluboko do bloku sousedních domů. Většinou se v ní nacházelo i několik malých japonských zahrad cuboniwa. Přední část budovy (vedoucí do ulice) sloužila jako obchod či prodejna oddělená od ulice skládací roletou. Vnitřní část mačiji se dělila na kjošicubu (居室部), místnosti se zvýšenou dřevěnou podlahou a rohožemi tatami a doma (土間) nebo toriniwa, prostor bez podlah sloužící k „obsluze“ domu, zde se nacházely kuchyně a průchody na zadní část pozemku, kde stály skladiště kura.
Šířka pozemku byla měřítkem bohatství, typická mačija byla jen kolem 5 metrů široká, ale asi 20 metrů hluboká. To vedlo k jejich přezdívce unagi no nedoko (úhoří postele). Typická úzká čelní strana domů byla ovlivněna tím, že v minulosti byla daň z nemovitosti vypočítávána právě podle šířky strany přiléhající k ulici.